# Codonocera stellifera
Codonocera stellifera is een mosselkreeftjessoort uit de familie van de Cypridinidae. De wetenschappelijke naam van de soort is voor het eerst geldig gepubliceerd in 1873 door Claus.